# インフレ・イーター
インフレ・イーター（Inflation eater）とは、インフレーションを吸収する（食べてしまう）ほどの生産力を持つ経済のこと。日本銀行の福井総裁が発言の中で用いた和製英語。

## 概要
2002年から始まった世界的な経済成長のなかで、世界的に低インフレーションが持続していた。この理由として、中国が輸出余力を持って世界（特に米国）の需給ギャップを吸収していると考えられた。この場合、中国が「インフレ・イーター」に当たる。